# Epitheria
Epitheria bao gồm tất cả các loài thú có nhau thai ngoại trừ Xenarthra. Đặc trưng chung của các loài thú Epitheria là có xương bàn đạp hình bàn đạp ngựa ở tai giữa để cho phép tạo ra lối đi của một mạch máu. Điều này tương phản với xương bàn đạp hình cột ở Marsupialia, Monotremata và Xenarthra. Chúng cũng có xương mác ngắn hơn xương chày.
Epitheria — cũng như Xenarthra và Afrotheria — xuất phát từ sau sự kiện tuyệt chủng kỷ Creta-Paleogen cách nay 66 triệu năm, với sự đa dạng hóa động vật có thai nhau xuất hiện trong vòng vài trăm ngàn năm đầu tiên sau sự kiện K-Pg và các bộ thú có nhau thai hiện đại đầu tiên bắt đầu xuất hiện khoảng 2-3 triệu năm sau đó.
Tính đơn ngành của Epitheria từng bị thách thức bởi các nghiên cứu phát sinh chủng loài phân tử. Trong khi phân tích sơ bộ một tập hợp các retroposon chia sẻ chung giữa Afrotheria và Boreoeutheria hỗ trợ nhánh Epitheria thì phân tích bao quát hơn của các đoạn chèn transposon vào khoảng thời gian phân chia của Xenarthra, Afrotheria và Boreoeutheria lại hỗ trợ mạnh cho giả thuyết về nguồn gốc gần như đồng thời của 3 liên bộ thú này

## Phát sinh chủng loài
|               | Afrotheria                                                          |
|               |                                                                     |
| Boreoeutheria | \| \| Euarchontoglires \| \| \| \| \| \| Laurasiatheria \| \| \| \| |
|               | \| \| Euarchontoglires \| \| \| \| \| \| Laurasiatheria \| \| \| \| |
|               | Euarchontoglires                                                    |
|               |                                                                     |
|               | Laurasiatheria                                                      |
|               |                                                                     |

|  | Euarchontoglires |
|  |                  |
|  | Laurasiatheria   |
|  |                  |

|               | Afrotheria                                                          |
|               |                                                                     |
| Boreoeutheria | \| \| Euarchontoglires \| \| \| \| \| \| Laurasiatheria \| \| \| \| |
|               | \| \| Euarchontoglires \| \| \| \| \| \| Laurasiatheria \| \| \| \| |
|               | Euarchontoglires                                                    |
|               |                                                                     |
|               | Laurasiatheria                                                      |
|               |                                                                     |

|  | Euarchontoglires |
|  |                  |
|  | Laurasiatheria   |
|  |                  |

## Các giả thiết thay thế
Các giả thiết thay thế xếp hoặc Atlantogenata và Boreoeutheria, hoặc Afrotheria và Exafroplacentalia (Notolegia) vào gốc của cây phát sinh chủng loài:

### Atlantogenata
Một phân tích năm 2012 gợi ý rằng gốc của Eutheria nằm giữa Atlantogenata và Boreoeutheria. Một phân tích Bayes năm 2013 cũng cho rằng giả thuyết Atlantogenata có ưu thế hơn so với 2 giả thuyết kia..

|  | Euarchontoglires |
|  |                  |
|  | Laurasiatheria   |
|  |                  |

|  | Xenarthra  |
|  |            |
|  | Afrotheria |
|  |            |

|  | Euarchontoglires |
|  |                  |
|  | Laurasiatheria   |
|  |                  |

|  | Xenarthra  |
|  |            |
|  | Afrotheria |
|  |            |

### Exafroplacentalia
Giả thiết Exafroplacentalia hay Notolegia được đề xuất năm 2001 trên cơ sở nghiên cứu phân tử.
Exafroplacentalia đặt Xenarthra làm nhóm chị em với Boreoeutheria (gồm Laurasiatheria và Euarchontoglires).
|               | Xenarthra                                                           |
|               |                                                                     |
| Boreoeutheria | \| \| Euarchontoglires \| \| \| \| \| \| Laurasiatheria \| \| \| \| |
|               | \| \| Euarchontoglires \| \| \| \| \| \| Laurasiatheria \| \| \| \| |
|               | Euarchontoglires                                                    |
|               |                                                                     |
|               | Laurasiatheria                                                      |
|               |                                                                     |

|  | Euarchontoglires |
|  |                  |
|  | Laurasiatheria   |
|  |                  |

|               | Xenarthra                                                           |
|               |                                                                     |
| Boreoeutheria | \| \| Euarchontoglires \| \| \| \| \| \| Laurasiatheria \| \| \| \| |
|               | \| \| Euarchontoglires \| \| \| \| \| \| Laurasiatheria \| \| \| \| |
|               | Euarchontoglires                                                    |
|               |                                                                     |
|               | Laurasiatheria                                                      |
|               |                                                                     |

|  | Euarchontoglires |
|  |                  |
|  | Laurasiatheria   |
|  |                  |